# 日本テレビ系列早朝の情報番組枠
日本テレビ系列早朝の情報番組枠（にほんテレビけいれつそうちょうのじょうほうばんぐみわく）は、日本テレビをはじめとするNNN系列で、毎日早朝に放送されている情報番組の一覧のことである。2006年4月以降は平日の『Oha!4 NEWS LIVE』（4:30 - 5:50、一部系列局を除く）が該当する。

## 各番組の歴史
首都圏の居住人口が郊外へ移行するドーナツ化現象とともに通勤時間が早まるようになる。在京各局でも早朝5 - 6時台の番組開発競争がなされていく中で、早朝5時台に天気予報番組への需要に高まりがあることに目を付けた日本テレビはフィラー扱いの天気予報番組として『おはよう天気』を編成する。後にキャスターとスタッフが常駐し、情報番組としての体裁を整えた『朝一番天気!あさ天』へ改める。
その後他局も模倣番組を次々と開始し、1995年にはNHK総合テレビも『おはよう5』で参入する。これに対し日本テレビは1996年に『あさ天』を『あさ天5』へ再度リニューアルする。日本初のバーチャルセットを使用した生放送、気象予報士による詳細な予報、最新ニュースの投入など現在の早朝5時台にある情報番組の原型を作り上げた。徐々に首都圏のみならず系列局がネットを開始。日本テレビ系は自前のニュース専門チャンネルもあり、深夜早朝の報道体制を整備する一環も見られる。
2001年10月の『ズームイン!!SUPER』開始を機に『あさ天5』は『あさ天サタデー』として土曜日のみの編成となり、代わって系列のニュース専門チャンネルNNN24（現・日テレNEWS24）制作の『ニュース朝いち430』が開始する。その後フジテレビが4時開始の『めざにゅ〜』を始めたことから、これに対抗し2006年4月には同じく4時開始の『Oha!4 NEWS LIVE』へと改める。一方、この改編で日曜日の『あさ天』シリーズであった『あさ天サンデー』は終了し、『ポシュレサンデー』へと変更された。
2009年の改編で『あさ天サタデー』は『ズームイン!!サタデー』に吸収され、週末の早朝情報番組は消滅した。

## 主な番組

### 平日
- おはよう天気（1988年10月3日 - 1991年9月27日）
- 朝一番天気!あさ天（1991年9月30日 - 1996年3月29日）
- あさ天5（1996年4月1日 - 2001年9月28日）ここまで日本テレビ制作。
- ニュース朝いち430（2001年10月1日 - 2006年3月31日）これより日テレNEWS24（CS）制作。
- Oha!4 NEWS LIVE（2006年4月3日 - ）

### 土曜日
- おはよう天気（1988年10月8日 - 1991年9月28日）
- 朝一番天気!あさ天（1991年10月5日 - 1996年3月30日）
- あさ天5（1996年4月6日 - 2001年9月29日）
- あさ天サタデー（2001年10月6日 - 2009年3月28日）

### 日曜日
- おはよう天気（1988年10月9日 - 1991年9月29日）
- 朝一番天気!あさ天（1991年10月6日 - 1996年3月31日）
- あさ天5（1996年4月7日 - 1998年3月29日）
- あさ天サンデー（1998年4月5日 - 2001年9月30日）

### 番組の移り変わり
| 期間      | 期間      | 平日              | 土曜日            | 日曜日            |
| --------- | --------- | ----------------- | ----------------- | ----------------- |
| 1988.10.3 | 1991.9.29 | おはよう天気      | おはよう天気      | おはよう天気      |
| 1991.9.30 | 1996.3.31 | 朝一番天気!あさ天 | 朝一番天気!あさ天 | 朝一番天気!あさ天 |
| 1996.4.1  | 1998.3.28 | あさ天5           | あさ天5           | （なし）          |
| 1998.3.30 | 2001.9.30 | あさ天5           | あさ天5           | あさ天サンデー    |
| 2001.10.1 | 2006.4.1  | ニュース朝いち430 | あさ天サタデー    | （なし）          |
| 2006.4.3  | 2009.3.28 | Oha!4 NEWS LIVE   | あさ天サタデー    | （なし）          |
| 2009.3.30 | 現在      | Oha!4 NEWS LIVE   | （なし）          | （なし）          |